# Église de Kokkola
L'église de Kokkola (en finnois : Kokkolan kirkko) est une église située à Kokkola en Finlande.

## Description
L'église, inaugurée en décembre 1960, peut accueillir 1 200 personnes.